# جو تاتا
جو تاتا (بالإنجليزية: Joe E. Tata)‏ (و. 1936 – م) هو ممثل، وممثل أفلام، وممثل تلفزيوني، من الولايات المتحدة الأمريكية، ولد في بيتسبرغ، بنسيلفانيا.

## وصلات خارجية
- جو تاتا على موقع IMDb (الإنجليزية)
- جو تاتا على موقع ألو سيني (الفرنسية)
- جو تاتا على موقع أول موفي (الإنجليزية)
- جو تاتا على موقع قاعدة بيانات الأفلام السويدية (السويدية)
- جو تاتا على موقع إن إن دي بي (الإنجليزية)
- جو تاتا على موقع قاعدة بيانات الفيلم (الإنجليزية)
- جو تاتا على موقع كينوبويسك (الروسية)